# Mécanisme d'ajustement carbone aux frontières
Le mécanisme d'ajustement carbone aux frontières (MACF) - en anglais : Carbon Border Adjustment Mechanism (CBAM) - est une législation européenne, proposée en 2021 par la Commission européenne et adoptée en trilogue en décembre 2022, de droit de douane environnemental, dans le cadre du Pacte vert pour l'Europe, sur les produits à forte empreinte carbone importés par l'Union européenne. Elle concerne les importations d'acier, de ciment, d'engrais, d'aluminium, d'électricité et d'hydrogène, puis certains produits transformés comme les voitures. Elle entrera en vigueur en 2026 ou 2027.

## Historique
La Commission européenne présente le 14 juillet 2021 sa proposition de paquet « Fit for 55 » qui inclut son projet de taxe carbone aux frontières, dénommé « mécanisme d'ajustement carbone aux frontières » (MACF), qui serait un des outils majeurs de la lutte de l'Europe contre le réchauffement climatique. Il consisterait à imposer un prix du carbone sur certains produits importés fabriqués par des entreprises hors d'Europe, dans des pays aux normes environnementales moins ambitieuses. Les secteurs ciblés sont les plus émetteurs : ciment, acier et fer, aluminium, engrais et électricité ; ils représentent 170 millions de tonnes d'émissions importées, d'après le cabinet Icis. Ils se verront imposer progressivement l'achat de « certificats d'émissions », basés sur le prix du carbone qu'ils auraient dû acquitter si les biens avaient été produits dans l'UE. À partir de 2026, date d'entrée en vigueur du dispositif, les importateurs devront déclarer la quantité d'émissions contenues dans les biens reçus. L'objectif est d'éviter les délocalisations de productions émettrices de gaz à effet de serre, appelées « fuites de carbone » ; le projet pourrait inciter les producteurs de pays tiers à réduire leurs émissions ; il pourrait rapporter jusqu'à 10 milliards d'euros par an pour le budget de l'UE, notamment pour financer le plan de relance post-Covid. En contrepartie, la Commission prévoit l'extinction progressive, en dix ans, des quotas alloués gratuitement dans le cadre du marché européen du carbone pour dissuader les délocalisations, qui n'auraient selon elle plus de raison d'être. Les pays les plus touchés, comme la Turquie ou la Russie, invoquent les règles de l'Organisation mondiale du commerce (OMC) pour s'opposer au projet. Le vice-président exécutif de la Commission, Valdis Dombrovskis, promet que « ce mécanisme sera soigneusement équilibré et non discriminatoire » et tiendra « pleinement compte du prix du carbone payé dans d'autres pays »,.
En cours de discussion au Parlement européen dans le cadre de la procédure de trilogue, il devrait entrer en vigueur en 2026, mais les obligations d'enregistrement et de déclaration seraient mises en place dès janvier 2023. Le prix des certificats CBAM sera lié au prix des quotas de l'UE dans le cadre du système d'échange de quotas d'émission de l'Union européenne,.
En 2022, le 15 mars, les ministres de l'Économie des 27 pays membres de l'UE s'accordent sur le projet de MACF en validant les grandes lignes de la proposition de la Commission européenne. Le rythme de suppression des actuels quotas gratuits de carbone, que cette taxe carbone aux frontières doit remplacer, sera précisé par un autre texte, sur la modernisation du marché carbone (alors encore en cours d'examen). Le Parlement européen se prononcera en juin 2022, pour un accord final espréré fin 2022 avec une entrée en vigueur progressive à partir de 2023. 
Le 13 décembre, les législateurs européens, en trilogue, décident de créer la première « taxe carbone aux frontières » au monde. Les importateurs devront, dès 2026 ou 2027, acheter des certificats d'émission basés sur le prix du carbone qu'ils auraient dû acquitter si les biens avaient été produits dans l'UE. Dès octobre 2023, ils devront déclarer la quantité d'émissions contenue dans les biens reçus. Plus de 14 milliards d'euros annuels de revenus sont attendus. Le Parlement européen a inclus l'hydrogène et certains produits dérivés comme les écrous ou vis dans l'accord, mais pas la chimie organique, ni des polymères (plastiques).  Une clause de révision prévoit néanmoins de réexaminer ces secteurs. Un an avant la mise en place du mécanisme, des produits transformés comme la voiture doivent y être intégrés. Les secteurs concernés représenteraient de 55 à 60 % des émissions industrielles de l'UE. 
Deux points très polémiques sont reportés lors des discussion sur la réforme du système d'échange de quotas d'émission de l'Union européenne : le calendrier de suppression des actuels quotas gratuits de carbone dont bénéficient les industriels, et le maintien ou non des allocations gratuites pour la production exportée par les entreprises ayant investi dans la réduction de leurs émissions vers des pays en dehors de l'UE n'ayant pas de tarification carbone comparable.
En 2023, le MACF entre en vigueur le 1er octobre (première phase de transition, uniquement déclarative) : les importateurs visés par la réforme doivent évaluer le contenu carbone de leurs importations pour une première déclaration trimestrielle en janvier 2024. La Fédération des industries mécaniques (FIM) demande l'extension du champ d'application du MACF aux produits transformés tels que les composants mécaniques et biens d'équipement comportant une forte proportion d'acier, pour ne pas affecter la compétitivité des producteurs européens.
En 2025, la Commission Européenne publie en février sa proposition de simplification du MACF. En mai, la Direction générale de l'énergie et du climat (DGEC) a restructuré ses missions pour mieux déployer ce dispositif, dont en segmentant les importateurs concernés et en facilitant l'obtention du statut de "déclarant MACF autorisé". La Commission européenne propose de simplifier le MACF dans le cadre du paquet "Omnibus I", approuvé par les eurodéputés le 13 mai 2025, avec une limite de masse établie à de 50 tonnes (exemptant 90 % des importateurs des obligations du MACF, et simplifiant la procédure d'autorisation des déclarants tout en renforçant la décarbonation des industries, les mesures anti-contournement et la lutte contre les « fuites de carbone » induites par la mise en place du marché carbone européen.

## Critiques
De nombreuses critiques s'expriment chez les industriels, qui craignent que, selon Louis Gallois : « on n'intègre pas la chaîne de valeur ». Si l'on taxe des produits de base comme l'acier, le ciment, l'aluminium, le fer ou les engrais, c'est tout l'aval de l'appareil productif, les transformateurs, qui risque de souffrir face à la concurrence non européenne. Ils achèteront de l'acier étranger taxé ou de l'acier européen protégé, plus cher que celui dont disposent leurs concurrents hors Union européenne, qui pourront vendre en Europe leurs instruments de cuisine sans taxation aux frontières puisqu'il s'agit de produits transformés. Les exportateurs auront également une base de coûts supérieure à celle de leurs rivaux américains ou asiatiques. Joseph Delattre, de l'Institut Montaigne, craint que les déclarations des importateurs sur les émissions de CO2 lors de la fabrication de produits venant de l'autre bout du monde soient invérifiables.
L'institut Rexecode publie en juin 2023 une étude sur l'impact de la réforme européenne du marché carbone sur les importations et la compétitivité des entreprises françaises. Selon cette étude, le mécanisme d'ajustement aux frontières, assorti d'une disparition progressive des quotas carbone gratuits, va dégrader la compétitivité des entreprises et menacer en conséquence la réindustrialisation espérée en Europe. Elle estime que seulement 1,2 % de la valeur des importations françaises sera concernée par le MACF. Selon l'étude d'impact de la Commission européenne, son produit ne serait que de l'ordre de 2 milliards d'euros pour l'ensemble de l'Europe, alors que la suppression des quotas gratuits causerait en France une dégradation des comptes d'exploitation de 2 à 3 milliards d'euros par an en 2030. L'impact de la réforme sur l'aval du secteur de l'acier est évalué à 2 % à 7,4 % de la valeur ajoutée des 11 branches concernées, parmi lesquelles les fabricants de machines, d'éléments en métal pour la construction ou d'automobiles, soit souvent la moitié de leur marge.